# Iolaus sapphirinus
Iolaus sapphirinus är en fjärilsart som beskrevs av Aurivillius 1897. Iolaus sapphirinus ingår i släktet Iolaus och familjen juvelvingar. Inga underarter finns listade i Catalogue of Life.